# Raión de Fuzuli
Fuzuli (en azerí: Füzuli) es uno de los cincuenta y nueve rayones en los que subdivide políticamente la república de Azerbaiyán. La capital es la ciudad homónima.

## Territorio y población
Comprende una superficie de 1386 kilómetros cuadrados con una población de 105 000 personas y una densidad poblacional de 75,75 habitantes por kilómetro cuadrado. 
El distrito limita con los distritos azerbaiyanos de Joyavand, Yabrayil, Aghyabadi, Beylagan e Irán a lo largo del río Araz.

## Economía
La actividad principal es la agricultura. Se destaca la producción de vinos, hortalizas y cereales y explotaciones ganaderas. Hay una serie de industrias lácteas, una prefabricadora de hormigón armado para obras y canteras. A menor escala se elaboran productos como ginebra y vino.

## Historia
El 23 de agosto de 1993 la región de Fuzuli fue controlada por las Fuerzas Armadas de Armenia.
El 27 de septiembre de 2020 como resultado de la operación de Azerbaiyán 5 aldeas de Fuzuli (Garajanbeyli, Garvand, Horadiz, Yujari Abdulrahmanli, Ashaghi Abdulrahmanli) han sido liberadas.  El 20 de octubre de 2020 los pueblos de Dordchinar, Kurdler, Yukhari Abdurrahmanli, Gargabazar, Ashagi Veysalli, Yukhari Aybasanli de la región de Fuzuli pasaron a estar bajo el control de las Fuerzas Armadas de Azerbaiyán por la segunda guerra del Alto Karabaj.